# 多賀郡 (陸奥国)
多賀郡（たがぐん）は、8世紀に日本の陸奥国中部にあった郡である。場所は国府所在地の多賀城周辺と考えられる。785年に権郡から正式な郡に格上げになったが、設置と廃止の年は不明である。

## 解説
郡がつかない多賀の初見は多賀城にあり、多賀城碑が神亀元年（724年）の多賀城創建を伝え、『続日本紀』の天平9年（737年）4月14日条に、藤原麻呂と大野東人が出羽国への道路開通作戦を行なった際の拠点として多賀柵が記される。これらは多賀郡の存在の証ではない。
可能性があるのは、「陸奥国の調庸は、多賀以北諸郡に黄金を輸さしむ」とする天平勝宝4年（752年）2月18日条の『続日本紀』である。「多賀以北」を多賀城以北とする考えもあるが、他の箇所にある「黒川以北諸郡」等の表現から多賀郡以北と解する説がある。その場合、これより前に多賀郡が設置されていたことになる。
それから33年後の延暦4年（785年）4月7日に、陸奥按察使大伴家持が多賀郡の扱いについて言上した。それによれば、面積が広い陸奥国では多賀・階上の二つの権郡に百姓を集めて人兵を国府に足し、防御を東西に設けたが、統領の人を任命していない。真郡として官員を備え、民を統率させたいという。許可されたため、この年を境に正式の郡として多賀郡が設置された。権郡と真の郡の違いは、官員すなわち郡司がいるかどうかということになろう。
この後多賀郡に関する史料はなく、下って『和名類聚抄』では宮城郡が国府所在の郡として記録された。多賀郡は後の宮城郡の一部で多賀城を含む地域であろうが、階上郡ともどもその広がりと廃止時期については不明である。